# Jiří Langer
Jiří Mordechaj Ze'ev Langer (hebrejsky מרדכי גיאורגו לאנגר‎; 7. dubna 1894, Královské Vinohrady – 12. března 1943, Tel Aviv) byl židovský básník, publicista a překladatel narozený v Praze. Pocházel z obchodnické rodiny, byl mladším bratrem spisovatele a dramatika Františka Langera.

## Mládí
Jiří Langer vyrůstal v prostředí zaměřeném na finanční přežití, domácnost byla zásluhou starších bratrů Františka a Josefa sice prodchnuta uměleckou, nikoli však láskyplně náboženskou atmosférou. Bratr František Langer v předmluvě[kde?] sugestivně popisuje proces zvlažňování přístupu k víře u českých židů, kterak ještě jejich děd žijící na vesnici neholil se břitvou, ráno si vázal obřadní řemínky, hebrejským modlitbám rozuměl, na bohoslužby se scházel se židy z celého okolí a babička vařila přísnou košer stravu a zachovávala všecky rituální zvyklosti. Pak se jejich potomci začali stěhovat do měst a nové okolí, jiný způsob života, denní životní shon a vůbec jen světské starosti a myšlenky, které na ně doléhaly, náboženskému cítění nepřidaly nic a leckterému staré zvyklosti činily obtížnými. Františkův a Jiřího otec již modlitbám nerozuměl, modlitební řemínky postupně používal stále řidčeji, košer strava se udržela dlouho hlavně díky katolické hospodyni a v obchodě bylo otevřeno i v sobotu.
Jiří se nejdříve počal zajímat o mystiku skrze básníka Otokara Březinu a spolu se svým přítelem Alfredem Fuchsem, který překládal do němčiny mj. právě Březinu, blíže studovat židovskou mystiku. (Alfred Fuchs se později přeorientoval na křesťanství a nechal se i pokřtít.)
A pak se Jiří zcela ponořil do náboženství, naučil se hebrejsky a sedával nad hebrejskými folianty, zejména talmudu, dodržoval mnohé tradiční příkazy a zvyklosti, dle bratra Františka až do všelijakých formalit a detailů, snad už archaických a jen symbolického významu.
Léto 1913 se stalo v dalším jeho vývoji klíčové, když s nejnutnějším prádlem, několika knihami a s modlitebními řemínky a odjel do východní Haliče, města Belzu (dnes Ukrajina), což byla jeho první cesta k chasidům.
„Neschůdná je cesta do říše chasidů. Cestovatel prodírající se houštinami pralesů, nezkušený a nedostatečně vyzbrojený, není větším odvážlivcem než ten, kdo se odhodlá vniknout do světa chasidského, nevzhledného, ba odpuzujícího svým podivínstvím. (…) Devatenáctiletý hoch, vychovaný jako všechna tehdejší mládež v dohasínajících tradicích své generace předválečné, opouští v roce 1913 Prahu, puzen tajemnou touhou, kterou ještě ani teď, po odstupu tolika let si nedovede vysvětlit, a odjíždí jednoho letního dne na Východ, do ciziny“, popisoval onen moment sám Jiří Langer.[zdroj?]

## Mezi chasidy
K životu v komunitě belzských chasidů napsal Jiří Langer například toto: „Kniha je tu ve velké úctě. Je přímo zbožňována. Nikdo například neusedne na lavici, na jejímž druhém konci leží nějaká kniha. Byla by to pro knihu potupa. (…) Když jsou knihy už docela rozedrané a nečitelné, odváží je kostelník na hřbitov a tam je zahrabe. Ani nejmenší útržek papíru, který je potištěn hebrejským písmem, nesmí se válet na zemi, nesmí být pošlapán, musí být pohřben. Neboť každičké hebrejské písmenko je jménem Božím.“ Či: „Chasidové jsou ke mně den ode dne vlídnější. Dostávám všemožná přilepšení. Lepší chléb, mléko. Ale zesláblý žaludek všechna ta přilepšení rozhodně odmítá. Také hmyz je čím dál tím ukrutnější. Nemá se mnou trochu slitování. Myši hlodají na mých šatech. Spím na zemi na hromádce staré slámy.“[zdroj?] Taktéž se dozvídáme, že Langrův rabín uměl celý talmud nazpaměť, všech 12 svazků o 5000 stranách.
To vše a mnoho dalšího v jeho knize Devět bran svědčí o náročném prostředí – jak intelektuálně, tak fyzicky. Není divu, že jeho první návštěva trvala jen 3 měsíce, ale přesto již počal býti asimilovaný a jeho vzhled, zvyky a chování vyvolávalo doma údiv.
František Langer, se svými zájmy a postoji k náboženství protikladnými k bratru popisuje návrat takto: „Otec mi oznamoval skoro zděšeně, že se Jiří vrátil. Zděšení jsem pochopil, když jsem bratra uviděl. Stál proti mně v odřeném svrchníku střiženém jako kaftan, sahajícím od brady až k podlaze a na hlavě měl okrouhlý široký klobouk z černého plyše, vražený hluboko do týlu. Stál shrbeně, celé tváře i bradu měl zarostlé, nazrzlý vousem a před ušima mu visely až na ramena do vývrtky nakroucené vlasy a pejzy. Co zbývalo z obličeje byla bílá, nezdravá pleť a oči, chvíli unavené, chvíli horečnaté. Bratr neujel z Belzu domů, do civilizace, bratr si přivezl Belz s sebou… (…)
Rozumí se, že nám všem doma byl tento náboženský či jaký exhibicionismus velmi trapný. Celá rodina, jako celá tehdejší židovská společnost, se naprosto asimilovala ke všem vnějším znakům a zvyklostem svého okolí – neusvědčoval zjev Jiřího teď všecky z přetvářky a z pokrytectví? Nevím, jak si to naši sousedé vykládali, asi si nejspíš soucitně zaklepali na čelo. Jenže myslím, že otcem a jeho vrstevníky bratrovo zakuklení zatřáslo ještě jinak. Porušilo pocit bezpečnosti a stálosti, snad vyvolalo vzpomínky na již pozapomenutá vyprávění o době a o stísněnosti ghetta, o životě bez práv a bez svobody, o stavu plném pokořování a ústrků. Tady mezi námi obcházelo strašidlo minulosti, někdo, kdo vstal z mrtvých a byl výstrahou. Dovedu si představit všecky takové pocity. O čtvrt století později je prožívaly miliony židů, když začali svou cestu do plynových komor se žlutou hvězdou našitou na kabátě.“[zdroj?]
Jeho návrat do komuny způsobilo zjevení belzského světce u něj doma, kterak sedí ve své belzské jizbě, usmívaje se povzneseným úsměvem božské moudrosti. První světová válka však způsobila, že se museli z Polska přesídlit do Maďarska a záhy byl Jiří Langer opět v Čechách, když byl v doprovodné družině jejich nemocného rabína. V tomto období ho také zastihnul povolávací rozkaz a byl nucen narukovat. Vstával hodinu před kasárenským budíčkem, aby se mohl řádně pomodlit a jedl jen chléb a cibuli. Jelikož v sobotu nesmí žádný žid nic nosit, odmítal držet zbraň či vykonávat jakoukoliv práci – což ho přivedlo do vězení, z kterého jej dostal bratr, když ho prohlásil za duševně chorého.

## Mezi válkami
Bratr František se s Jiřím znovu shledal dva roky po skončení první světové války; ten byl již vzhledu evropského, nenosil klobouk stále na hlavě a po pejzech už nebylo ani stopy. A dokonce, ač by dle chasidských zásad neměl, studoval nyní knihy tištěné nehebrejským písmem, české i německé. Stále se držel svého náboženského cítění a dodržoval všechny zvyky, včetně těch převzatých od chasidů a jedl jen košer stravu doma či v chasidské jídelně připravenou.
V této době také vydal knihu Die Erotik der Kabbala, pod vlivem Sigmunda Freuda kombinoval židovskou mystiku s psychoanalýzou; zejména hledal spojitost s erotickou symbolikou. Jeho přímočarost a nekritičnost vůči Freudovým tezím však způsobily, že toto dílo příliš hodnotné není.
Mezi válkami učil na pražské židovské škole, byl úředníkem Ústředního svazu sionistického a Židovského národního fondu. V tomto období se zrodilo jeho celoživotní přátelství s Maxem Brodem.
Psal také básně v hebrejštině, tehdy prý snad jediný hebrejský píšící básník západní Evropy. Vedle hebrejštiny a hlavních evropských jazyků ovládal i jidiš, aramejštinu a arabštinu. V roce 1929 debutoval se sbírkou Pijutim ve-širej jedidut (Básně a písně přátelství). Druhá sbírka Me'at cori (Kapka balzámu) byla vydána až posmrtně v r. 1943 v Tel Avivu. Základním poselstvím jeho poezie, dle Miriam Drorové, je: „Člověk i vesmír jsou v moci sil, jež nemohou ovlivnit. Člověk své činy v hlubším smyslu vůbec neřídí a jedná jako ve snu, z kterého se nemůže probudit, třebaže se o to pokoušejí proroci, mystici, básníci a filozofové. Lidským údělem je žít na kraji propasti a s tímto údělem zůstává člověk zcela sám.“

## Langerův literární vrchol
Langer se i nadále pomalu zbavoval různých bigotních zvyklostí, a přece zůstával věřícím židem; koupel již nepokládal za pouze rituální obřad, k ženám byl dvorný, chodil do různých košer jídelen, na koncerty, do divadla, zkrátka žil.

Jeho nejvýznamnějším dílem je kniha Devět bran, sbírka chasidských legend. Jiří dal svému bratru rukopis ke stylizaci, ale František nakonec neupravil ani čárku:
„Pustil jsem se do čtení a na stylizaci jsem zprvu vůbec nemohl ani myslit. Prostě mne chytily děje, příběhy, líčení, vyprávění, nechal jsem se unášet jejich fantaskností, exotičností a vůbec celou jejich originalitou, a četl jsem a četl. (…) Legendy vypravovaly o světcích, zázračných rabínech, kteří takové divy dokáží. Jenže tihle světci jsou s Hospodinem skoro v intimních stycích, dovolí si být k němu bezmála drzí, takže nakonec nějaký ten boží zázrak vypadá jako sousedská výpomoc. Vypravují o chasidských lidičkách, o zvláštních dětech božích, kteří pro svou nesmírnou zbožnost mají vzácnou privilej, že si směji prostřednictví svých světců vyžádat od přízně nebeské všecko, co potřebují k životu. Avšak jejich život je tak skromňoučký, a prosby jsou podle něho, takže ty vyprošené maličkosti by se mohly pořídit i bez zázraku, jak je to všechno krásně lidské a pozemské.“
Kniha vyšla až roku 1937, do začátku války a po ní na dlouho byl k dispozici jen originální náklad, ale zasloužených dalších vydání a překladů se dílo dočkalo.

## Druhá světová a poslední tragická léta Jiřího Langera
Na podzimu 1939 se Jiří odhodlal k emigraci a zamířil na Slovensko; chtěl totiž se po Dunaji dostat, spolu s dalšími židy, do Cařihradu a odtud pak až do tehdejší Palestiny, bylo jich na pět tisíc.
Lodě byly ovšem pod různými záminkami nacisty zdržovány, až je zastihly v přístavu Sulina kruté mrazy – řeka hluboko zamrzla a lodě s ní. Lidé byli uvězněni v minus 30 stupních Celsia a s nedostatkem jídla, takže je logické, že se rozšířily rozličné choroby. Toto trvalo až do února roku 1940, kdy za pomoci českých krajanů usedlých v Rumunsku a zákroku velvyslance u britské vlády, byli zachráněni a převezeni do Istanbulu. Jiří to odnesl obzvláště, protože svá zavazadla naplnil především svými nejmilejšími knihami – 200 si jich vezl a vedle zápalu plic měl i zánět ledvin. Nefritida brzy došla do vleklého stavu a proměnila se ve smrtelnou nefrózu.
Jiří nakonec dosáhl toužebného břehu a spočinul v Palestině, hodně svého tam prožitého či spíše dožitého času však strávil v nemocnicích. Přesto nepřestával pracovat a začal překládat své chasidské legendy do hebrejštiny a také začal uvažovat o pokračování.
„Pro sebe, aby přinesl trochu jasu do svých smutných myšlenek, psal opět hebrejskou poezii a otiskoval své básně v časopisech. Byly mezi nimi i básně o Praze, o Staronové synagóze. Jeho verše měly živou a srdečnou odezvu“, vzpomíná František Langer na to, co se dozvěděl z jeho dopisů.
Ač ve svých listech líčil utrpení, objevoval se v nich zákmit humoru plné statečnosti, zvláště když si zadoufal, že se uzdraví nebo že se aspoň dočká návratu do Čech a setkání s bratrem a jeho dětmi. On žil v naději, ale bratr, jako lékař, věděl své o jeho takřka neexistující budoucnosti.
Nepsal mnoho o lidech, ale měli ho rádi; v nemocnici ho zanášeli květinami. Jeho nejlepší přítelem byl Max Brod s manželkou – často společně vzpomínali na Čechy a Prahu.
„Jiří zemřel 12. března 1943. Když umíral, ale ještě byl při plném vědomí, Brod mu přinesl korekturu knížky, do které bratr sebral své hebrejské básně, psané v Palestině. Je to knížečka na prostém papíře a prostě tištěná. Ale jméno, které jí dal, ukazovalo, jak velikou útěchou a lékem jeho ranám byla trocha poezie, kterou všemu navzdory v životě nalézá. Knihu pojmenoval Meat cori, což znamená Troška balšámu“, popisuje poslední chvíle bratr František.
A poslední řádky svého pojednání věnuje smutnému osudu chasidů a jejich komun, kterým Jiří Moredechaj Zeev ben Rikel mi-Prag Langer bude pomníkem, protože přes ně se přehnalo tolik válečných vln jako nikde jinde ve světě – „Všecky ty drobné obce, každá jako samostatné království, v kterých ve jménu božím vládli rabi-světci, všecky ty slavné modlitebny a univerzity v chatrných a přikrčených chalupách, to všecko se proměnilo ve zříceniny nebo spáleniště. Všichni ti chudí, pokorní a šťastní lidičky boží, nejvíc bezbranní ze všech bezbranných, nejmírumilovnější národ na světě, ti všichni zahynuli válkou.“
Pohřben je na hřbitově Nachalat Jicchak v Giv'atajim.

## Dílo
- Pijutim ve-širej jedidut (1929) (hebrejsky פיוטים ושירי ידידות‎) – Básně a písně přátelství – básnická sbírka; Flesch, Praha, 1. vydání – J. Langer byl posledním pražským hebrejsky píšícím autorem.
- Básně a písně přátelství. Trocha balzámu – Pijutim ve-širej jedidot. Meat cori (2013) – Hebrejské básně v překladu a s komentáři Denisy G. Goldmannové. (Hebrejský originál s paralelním českým překladem), ISBN 978-80-87343-25-8, Nakladatelství P3K, Praha, 152 stran.
- Die Erotik der Kabbala (1923) – česky Erotika kabaly, ISBN 80-900228-3-9, Horus, Brno 1991.
- Devět bran (1937) – pozoruhodné převyprávění chasidských legend a příběhů, po válce přeloženo do několika jazyků; kniha inspirovala název stejnojmenného festivalu.
- Zpěvy zavržených (1938) – vlastní překlad hebrejské poezie 10. – 19. století.
- Talmud : Ukázky a dějiny (1938) – publikace byla určena českým úředníkům, kteří se na Podkarpatské Rusi setkávali s živou tradicí židovského náboženství, útlý svazek obsahuje v první části stručný výklad dějin a smyslu Talmudu, poučení o podobě jeho různých vydání a způsobu studia, v druhé pak autorův překlad sta ukázek z tohoto nejrozsáhlejšího a po Bibli nejdůležitějšího díla hebrejského písemnictví.
- K úmrtí básníkovu (Za Franzem Kafkou) – 1932–33 – in Středisko 3.
- Studie, recenze, články, dopisy (1995), Sefer, Praha, 256 stran, 1. vydání.